# 马当路站
马当路站位于上海市黄浦区徐家汇路马当路，为上海轨道交通9号线二期的地下侧式车站。于2009年12月31日启用。
本站13号线站台于2010年4月20日启用 (2010年11月2日暂停使用)，世博会期间该站虽为9号线与13号线的交汇站，但由于13号线作为世博园区专用轨道交通，13号线马当路站同时作为园区9号出入口，因此由9号线换乘13号线的世博园区游客需要出站经过安检和检票方能乘坐13号线，除世博园游客和工作人员之外的乘客则无法搭乘。2015年12月19日重新启用后可进行站内换乘。

## 车站構造

### 车站楼层
马当路站共有4层。地面为车站出口，地下一层为车站大厅，地下二层为9号线站台，地下三层为13号线站台。
| 地面层   | 出入口             | 1、3-5出入口                         |                    |                    |
| 地下一层 | 站厅               | 票务服务、自动售票机、人工服务台     |                    |                    |
| 地下二层 | 侧式站台，右侧开门 | 侧式站台，右侧开门                   | 侧式站台，右侧开门 | 侧式站台，右侧开门 |
|          | ①站台              | █ 9号线 往上海松江站（打浦桥）       |                    |                    |
|          |                    | █ 9号线 存车线                       |                    |                    |
|          | ②站台              | █ 9号线 往曹路（陆家浜路）           |                    |                    |
|          | 侧式站台，右侧开门 |                                      |                    |                    |
| 地下三层 | ③站台              | █ 13号线 往金运路（一大会址·新天地） |                    |                    |
|          | 岛式站台，左侧开门 |                                      |                    |                    |
|          | ④站台              | █ 13号线 往张江路（世博会博物馆）    |                    |                    |

## 车站出口
马当路站目前开放4个出入口，另车站站厅及5号口通道内设有地下连通道通向凯德晶萃广场，各出入口如下所示：
| 出口编号            | 出口指示           | 照片 |
| ------------------- | ------------------ | ---- |
| 1 · 出口 · （设有） | 徐家汇路，黄陂南路 |      |
| 3 · 出口            | 徐家汇路，蒙自路   |      |
| 4 · 出口            | 徐家汇路，马当路   |      |
| 5 · 出口            | 建国东路，马当路   |      |
| 图例： 设有         |                    |      |

## 公交换乘
17、24、36、43、43区间、89、109、146、218、303、304、730、780、869、932、933、隧道八线、南新专线